# Landwójt
Landwójt z niem. Landvogt, odmianki rozwojowe; lantfójt, langwójt, lądwójt, lentwójt (łac. viceadvocatus, podwójci), w państwie krzyżackim Komtur, w średniowiecznej Anglii szeryf) – w okresie od XIII wieku do XVI wieku w Polsce – początkowo urzędnik książęcy, posiadający szerokie kompetencje sądownicze w nowo powstałych jednostkach administracyjnych zwanych dystryktami (łac. districtus) opartych na niemieckim prawie Weichbildzie, następnie obieralny urzędnik władz miejskich będący zastępcą wójta lub starosty na mocy przywileju lokacyjnego miasta na prawie magdeburskim.
Landwójt sprawował władzę nad wszystkimi osadami w kraju (districtus) lokowanymi na tym prawie  pełniąc w nich funkcje policyjno-administracyjne. Do kompetencji ustrojowych landwójtów należało również przewodniczenie sądom leńskim tzw. stanowym we wsiach będących własnością miasta, sądy te orzekały w sprawach sołtysów i wójtów. W skład takiego sądu wójtowsko-ławniczego, oprócz landwójta, wchodziło jeszcze 6 ławników równych rangą sądzonemu.
Ponieważ wybory do władz miejskich były jednym z punktów konfliktów we wzajemnych relacjach między samorządem miejskim a starostą, władza królewska w połowie XVI wieku nakazała staroście wybierać landwójta spośród mieszczan wysuniętych przez gminę, co wcześniej mógł on kwestionować.
Na początku XVII wieku komisarze królewscy określili jeszcze raz kompetencje starosty co do wyboru władz miejskich w tym landwójta. Miał on  mianować tym razem landwójta spośród czterech kandydatów zgłoszonych przez mieszczan. Urząd landwójta zanikł w Polsce w latach trzydziestych XVIII wieku, jego miejsce do występowania w imieniu starosty zastąpił burgrabia zamkowy.  
W zaborze austriackim Landwójt to wysoki rangą urzędnik policji (sędzia ziemski) odpowiedzialny za stan porządku w mieście oraz poszczególnych dzielnicach miasta. Miał do pomocy kilku stróżów nocnych i ziemskich.